# Settimana Santa di León

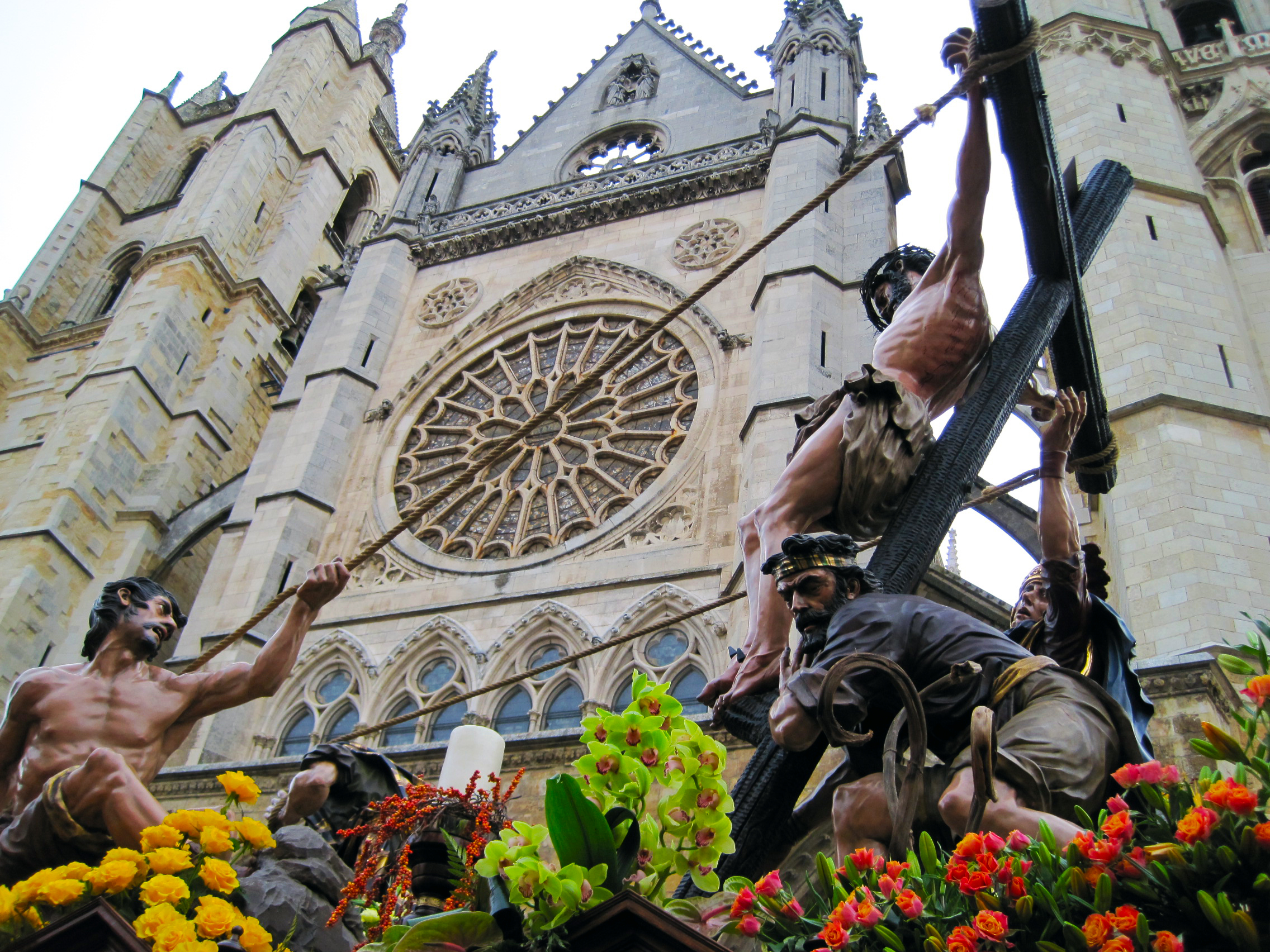
L'esaltazione della Croce

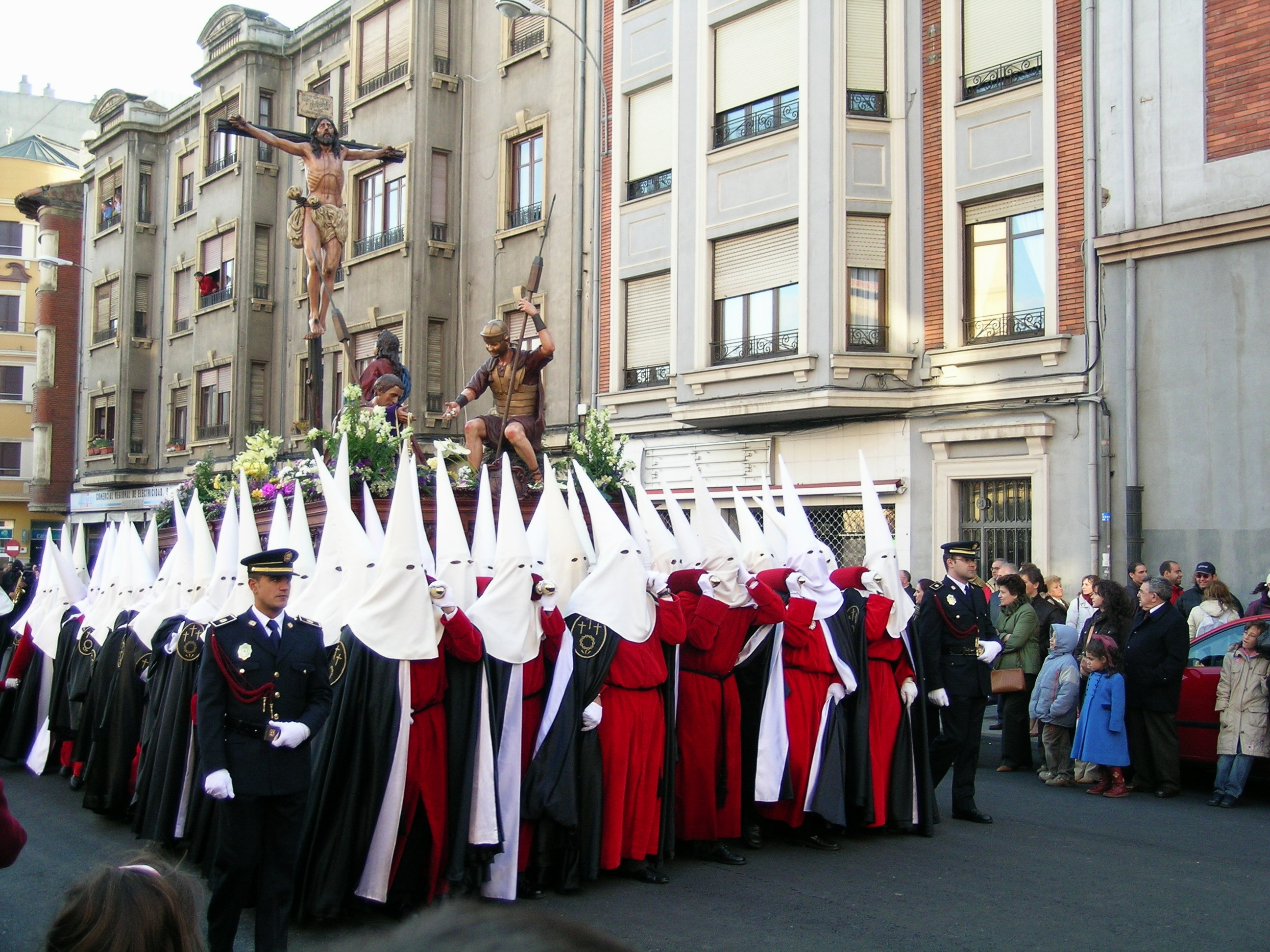
Cofrternita delle sette parole di Gesù sulla Croce

La settimana santa a León (in spagnolo: semana santa de León) è uno dei principali avvenimenti culturali, religiosi e di attrazione turistica della città di León in Spagna.
La Settimana Santa di León ha ricevuto dal Secretaría General de Turismo del Ministerio de Industria, Turismo y Comercio del governo spagnolo la qualifica di Fiesta de Interés Turístico Internacional datata 16 aprile 2002.

## Confraternite di León
Dal momento della fondazione del consiglio comunale nel 1947, che iniziò il recupero della settimana santa di León, esistevano solo 3 confraternite rispetto alle 16 attuali.
- Cofradía de Nuestra Señora de las Angustias y Soledad
- Cofradía del Dulce Nombre de Jesús Nazareno
- Real Cofradía de Minerva y Veracruz
- Hermandad de Santa Marta y de la Sagrada Cena
- Real Hermandad de Jesús Divino Obrero
- Cofradía de las Siete Palabras de Jesús en la Cruz
- Cofradía del Santo Cristo del Perdón
- Cofradía de Nuestro Señor Jesús de la Redención
- Cofradía del Santísimo Cristo de la Expiración y del Silencio
- Cofradía de María del Dulce Nombre
- Cofradía del Santo Cristo de la Bienaventuranza:
- Cofradía del Santo Cristo del Desenclavo
- Cofradía del Santo Sepulcro Esperanza de la Vida
- Cofradía de la Agonía de Nuestro Señor
- Sacramental y Penitencial Cofradía de Nuestro Padre Jesús Sacramentado y María Santísima de la Piedad, amparo de los leoneses
- Cofradía del Cristo del Gran Poder

## Principali cortei processionali
| Giorno             | Mattina | Pomeriggio | Notte                                                                                                 |
| Venerdì dei Dolori | | Procesión de la Dolorosa | |
| Sabato di Passione | | Procesión Jesús de la Esperanza Procesión de Hermandad | Solemne Vía Crucis Procesional                                                                        |
| Domenica de Ramos  | Procesión de las Palmas Procesión de los Ramos                                                              | Procesión del Cristo del Gran Poder Procesión del Dainos Procesión del Santo Cristo de la Redención                                                                        | |
| Lunedì Santo       | | Procesión de la Pasión Procesión del Rosario de Pasión | Solenne Via Crucis Solemne adoración procesional de las Llagas de Cristo                              |
| Martedì Santo      | | Procesión del Perdón Procesión Dolor de Nuestra Madre | Procesión de la Peregrinación de la Promesa                                                           |
| Mercoledì Santo    | | Procesión Jesús Camino del Calvario Procesión Virgen de la Amargura Procesión del Silencio                                                                                 | Solemne Vía Crucis Popular Ronda Lírico-Pasional Luis Pastrana Giménez Solemne Vía Crucis Procesional |
| Giovedì santo      | Procesión de las Bienaventuranzas Pregón a caballo de la Cofradía de las Siete Palabras de Jesús en la Cruz | Procesión María al Pie de la Cruz, Camino de la Esperanza Procesión de la Sagrada Cena Procesión de la Despedida Procesión de Las Tinieblas y Santo Cristo de las Injurias | Tradicional Ronda                                                                                     |
| Venerdì Santo      | Procesión de los Pasos                                                                                      | Procesión de Las Siete Palabras Solemne Procesión del Santo Entierro | |
| Sabato Santo       | | Procesión del Santo Cristo del Desenclavo Procesión Camino de la Luz Procesión de la Soledad                                                                               | |
| Domenica di Pasqua | Procesión del Encuentro                                                                                     | | |